# Nguồn phóng xạ

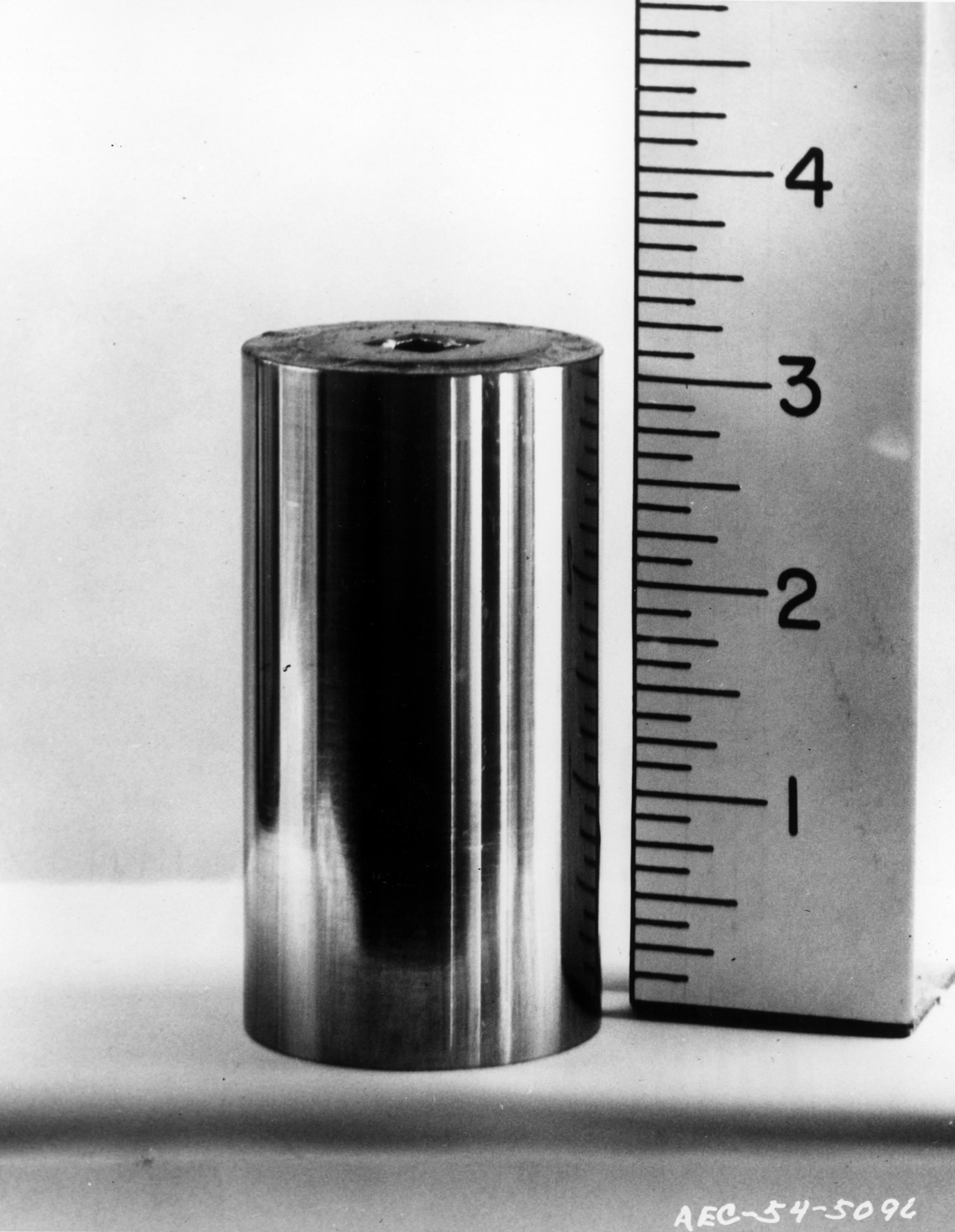
Một thành phẩm nguồn loại Cesi-137 dùng trong đo lường.

Nguồn phóng xạ hoặc nguồn bức xạ là khối vật chất được chế tạo có chứa đồng vị phóng xạ, phát ra bức xạ ion hóa đặc trưng. Bức xạ phát ra có thể là một hoặc nhiều thành phần gồm các tia gamma, hạt alpha, hạt beta, và neutron . Các nguồn đã được chuẩn về cường độ bức xạ sau khi chế tạo hoàn thành.

## Khái quát
Nói chung, các nguồn được sử dụng để chiếu xạ lên một vật liệu mục tiêu, trong hai nhóm ứng dụng chính:
- Trong đo lường bức xạ thì chúng được dùng cho phân cỡ, hiệu chuẩn thiết bị về thang cường độ và đặc trưng năng lượng của dải năng lượng hạt mà thiết bị đó được thiết kế để đo đạc quan sát.
- Trong chiếu xạ thì sử dụng trong y học để thực hiện xạ trị, và trong ngành công nghiệp như chụp xạ công nghiệp, trong phương pháp thăm dò địa vật lý đo mật độ hố khoan, trong chiếu xạ thực phẩm, khử trùng.

Nguồn có thể được đóng gói trong ống kim loại hàn kín (gọi là capsule), rải trên bề mặt một vật mang có diện tích xác định, hoặc dạng chất lỏng có thể di chuyển được. Nguồn trị liệu bức xạ được chế thành hạt hoặc dây để thuận tiện cho áp sát vào vùng chữa trị .
Các đồng vị phóng xạ dùng cho chế tạo nguồn được lựa chọn theo loại hình và đặc tính của các bức xạ mà chúng phát ra, cường độ phát, và chu kỳ bán rã. Đồng vị phổ biến được dùng là cobalt-60 , iridi-192 , và stronti-90 . Ngoài ra còn dùng radi-226, cesi-137, iod-129, bari-133,...
Thời gian dùng được của nguồn chiếu xạ được ghi trong mục date của lý lịch nguồn, vào cỡ 5 - 15 năm tính từ lúc sản xuất ra. Sau date thì cường độ của nó giảm tới dưới mức hữu dụng. Các nguồn chuẩn máy thường có chu kỳ bán rã dài hơn, và dùng được lâu hơn .
Trong thực tế máy gia tốc hạt xuất ở ngõ ra các bức xạ hạt nặng, nhưng không được xếp vào loại nguồn này.

## Đơn vị đo cường độ
Trong hệ đơn vị SI cường độ phóng xạ tính bằng becquerel ký hiệu là Bq.
Trong lịch sử thì đơn vị curie  ký hiệu là Ci từng được sử dụng. Một curie ban đầu được định nghĩa là cường độ phóng xạ của 1 gram radi, sau đó dựa theo các nghiên cứu về radi-226 đã chuyển thành định nghĩa là 1 Ci = 3.7 × 1010 phân rã/sec. Hiện ở Hoa Kỳ vẫn dùng trong định danh các nguồn được cơ sở ở đó sản xuất ra, ví dụ "nguồn Cs-137 cường độ 100 mCurie", dẫn tới việc nước khác mua bán trao đổi với họ về nguồn hoặc thiết bị hạt nhân phải để ý đến đơn vị đo này.
Năm 1975 Hội nghị toàn thể về Cân đo đã định nghĩa 1 becquerel bằng nghịch đảo của 1 sec. Vì thế quan hệ chính thức hiện nay giữa hai đơn vị đo này là :
 1 Ci = 3.7 × 1010 Bq = 37 GBq
 1 Bq ≅ 2.703 × 10−11 Ci ≅ 27 pCi

## Nguồn đóng kín
Hầu hết các nguồn được sản xuất ra là nguồn đóng kín, với các dạng trụ (capsule, đôi khi gọi là con nhộng), cúc áo, hạt, dây, hay tấm phẳng.
Trong dạng trụ thì bột hợp chất của đồng vị phóng xạ đóng trong ống kim loại rồi hàn kín. Ở dạng tấm phẳng thì hợp chất đồng vị phóng xạ rải đều trên mặt tấm, rồi phủ keo và đóng kín.
Vỏ đóng gói làm bằng thép không rỉ, titan, bạch kim, hoặc kim loại phù hợp khác với độ dày thích hợp. Chúng ngăn chất phóng xạ phát tán vào môi trường, giữ nguyên lượng vật chất phóng xạ , và không làm yếu bức xạ phát ra từ trong lõi .

## Nguồn không đóng kín
Nguồn phóng xạ không đóng kín là nguồn chứa trong bình bảo quản. Khi sử dụng thì hòa tan và đưa vào cơ thể bệnh nhân hoặc sinh vật thí nghiệm, nhằm mục đích theo dõi một quá trình sinh hóa nào đó, thường gọi là đánh dấu phóng xạ . Nó cũng được dùng khi theo dõi dò rỉ chất lỏng tại những nơi khó quan sát được bằng các phương pháp khác.
Loại nguồn này có tiêu hao trong sử dụng. Những nguồn quá hạn dùng (hết date) thì thành chất thải phóng xạ.
Khi xảy ra tai nạn hay sự cố thì nguy cơ phát tán chất phóng xạ ra môi trường rất cao.

## Bảo quản nguồn phóng xạ
Các nguồn phóng xạ có cường độ trên 1 milicurie được bảo quản trong bình chì có thành đủ dày, cỡ 10 – 20 cm, để ngăn chặn tia phóng xạ phát ra môi trường. Kích thước nguồn thì nhỏ, chỉ cỡ một vài cm³, nhưng bình chì có trọng lượng đến trên chục kg. Khi đưa nguồn vào vị trí làm việc thì dùng các dụng cụ chuyên dụng lấy nguồn ra, và cần thao tác nhanh.
Các nguồn phóng xạ có cường độ dưới 1 milicurie không cần bình chì bảo quản, nhưng cần để xa vị trí sinh hoạt.
Vì nhiều lý do mà nguồn phóng xạ bị mất cắp hoặc thất lạc. Cơ quan Năng lượng Nguyên tử Quốc tế (IAEA) cho biết rằng tính đến năm 2014, trên 120 nước đã báo cáo tổng cộng gần 2.500 vụ mất phóng xạ .
Tại Việt Nam thì bình chì chứa nguồn phóng xạ là thứ hấp dẫn những người thu gom phế liệu. Vì thế đã xảy ra nhiều vụ mất cắp nguồn phóng xạ . Những nguồn này có cường độ không lớn, cỡ 100 milicurie trở lại, nên chỉ ảnh hưởng chiếu xạ trong vòng vài chục mét. Song nếu tò mò đập vỡ capsule nguồn thì nguy hiểm hơn, do chất phóng xạ vung vãi ra môi trường.

## Xử lý nguồn thải
Sau một thời gian tồn tại thì cường độ nguồn giảm đến dưới mức dùng được, nên phải thải loại. Chúng được xử lý theo các quy định về chất thải phóng xạ.
Trên thế giới thì tuân theo "Công ước chung về an toàn quản lý nhiên liệu đã qua sử dụng và sự an toàn của công tác quản lý chất thải phóng xạ" của Cơ quan Năng lượng Nguyên tử Quốc tế (IAEA). Các quốc gia có các điều khoản cụ thể.
Tại Việt Nam Cục An toàn bức xạ và hạt nhân thuộc Bộ Khoa học và Công nghệ là cơ quan chuyên trách về vấn đề này, và có hệ thống các văn bản quy định về xử lý chất thải phóng xạ. Văn bản hiệu lực hiện là Thông tư số: 22/2014/TT-BKHCN Quy định về quản lý chất thải phóng xạ và nguồn phóng xạ đã qua sử dụng Lưu trữ ngày 20 tháng 10 năm 2016 tại Wayback Machine. Theo hệ thống quản lý hiện nay, các nguồn đóng kín thải loại được gom về kho bảo quản đặt tại xã Tân Vinh, huyện Lương Sơn, tỉnh Hòa Bình, do Liên đoàn Vật lý Địa chất thuộc Tổng cục Địa chất và Khoáng sản quản lý .